# DicSin
O DicSin é um dicionário de sinônimos e antônimos desenvolvido inicialmente pela comunidade do BrOffice e está disponível online. Também pode ser instalado como uma extensão no LibreOffice e no Apache OpenOffice.